# Longzhua (köpinghuvudort i Kina, Heilongjiang Sheng, lat 45,25, long 130,14)
Longzhua (kinesiska: 龙爪, 龙爪镇) är en köpinghuvudort i Kina. Den ligger i provinsen Heilongjiang, i den nordöstra delen av landet, omkring 280 kilometer öster om provinshuvudstaden Harbin. Antalet invånare är 27 312. Befolkningen består av 12 990 kvinnor och 14 322 män. Barn under 15 år utgör 12,0 %, vuxna 15-64 år 78 %, och äldre över 65 år 9,0 %.
Runt Longzhua är det ganska tätbefolkat, med 60 invånare per kvadratkilometer. Närmaste större samhälle är Linkou, 10,1 km öster om Longzhua. Omgivningarna runt Longzhua är en mosaik av jordbruksmark och naturlig växtlighet.
Genomsnittlig årsnederbörd är 863 millimeter. Den regnigaste månaden är juli, med i genomsnitt 177 mm nederbörd, och den torraste är januari, med 3 mm nederbörd.